# George Nicholls (rugby à XIII)
Pour les articles homonymes, voir George Nicholls et Nicholls.
Pas d'image ? Cliquez ici

a Compétitions nationales et continentales officielles uniquement.

b Matchs officiels uniquement.
George Nicholls, né le 14 mai 1944 à Widnes, est un ancien joueur de rugby à XIII anglais évoluant au poste de troisième ligne dans les années 1960 et 1970. Au cours de sa carrière, il a été international britannique participant avec elle à la coupe du monde 1972, 1975 et 1977. En club, il a évolué aux Widnes Vikings puis rejoint pour un transfert de 9 000 £ St Helens RLFC en 1972 où il est élu homme du match de la finale de la coupe d'Angleterre et meilleur joueur du championnat d'Angleterre en 1978.